# Huracà Ida (2009)
Huracà Ida va ser cicló tropical que va recalar durant la temporada d'huracans de l'Atlàntic de 2009, travessant la línia de la costa de Nicaragua amb vents de 130 km/h. Les restes d'una tempesta van esdevenir un poderós nor'easter que va causar destrosses generalitzades a les zones costaneres del Mid-Atlantic. L'Huracà Ida es va formar el 4 de novembre al sud-oest del mar Carib, i 24 hores després ja colpejava la costa de Nicaragua.
Va afectar molt les comunitats de Cuscatlán, San Salvador i San Vicente de El Salvador, causant un centenar de víctimes mortals.